# Synagoge (Klingenmünster)
Die Synagoge in Klingenmünster wurde nach 1843 in der Bachgasse (heutige Steinstraße 3) eingerichtet. Anfang des 20. Jahrhunderts wurde sie aufgegeben und um 1920 verkauft. 1946 wurde sie abgerissen.

## Synagoge
Bereits vor 1843 war ein Betraum vorhanden. Der genaue Zeitpunkt der Errichtung der Synagoge ist nicht bekannt. Ende 1843 führte die jüdische Gemeinde ein Kollekte zum Bau der Synagoge durch. Auch das Augsburger Distriktsrabbinat sammelte und konnte so vier Gulden und vier Kreuzer beitragen. Es ist davon auszugehen, dass die Errichtung der Synagoge zeitnah im Anschluss an die Kollekte durchgeführt wurde. Bei der Synagoge handelte es sich um einen einfachen Steinbau mit Satteldach. Zum Eingangsportal führte eine Steintreppe. Links und rechts des Eingangs befanden sich je zwei rechteckige Fenster. Die Synagoge wurde vermutlich Anfang des 20. Jahrhunderts aufgrund der stark zurückgegangenen Mitgliederzahlen der jüdischen Gemeinschaft aufgegeben und um 1920 verkauft. 1945 wurde das Gebäude durch Granaten stark beschädigt und 1946 dann abgerissen.

## Jüdische Gemeinde Klingenmünster
Bereits im 14. Jahrhundert lebten Juden in Klingenmünster. Bis Mitte des 19. Jahrhunderts stieg die Zahl der Mitglieder der jüdischen Gemeinde an und ging ab diesem Zeitpunkt stetig zurück. Anfang des 20. Jahrhunderts wurde die Gemeinde aufgelöst und der jüdischen Gemeinde Ingenheim angegliedert. Die Gemeinde verfügte neben der Synagoge über eine Mikwe und eine Religionsschule. Die Toten wurden zuerst auf dem jüdischen Friedhof in Annweiler und ab dem 18. Jahrhundert dann auf dem jüdischen Friedhof in Ingenheim beigesetzt. Im Oktober 1940 wurden die letzten verbliebenen jüdischen Einwohner im Zuge der sogenannten Wagner-Bürckel-Aktion in das französische Internierungslager Gurs deportiert.